# Liubîme, Ustînivka
Liubîme (în ucraineană Любиме) este un sat în comuna Krînîcine din raionul Ustînivka, regiunea Kirovohrad, Ucraina.